# Chromatomyia mitellae
Chromatomyia mitellae este o specie de muște din genul Chromatomyia, familia Agromyzidae, descrisă de Griffiths în anul 1972.
Este endemică în Alberta. Conform Catalogue of Life specia Chromatomyia mitellae nu are subspecii cunoscute.